# Bistum Juazeiro
Das Bistum Juazeiro (lat.: Dioecesis Iuazeiriensis) ist eine in Brasilien gelegene römisch-katholische Diözese mit Sitz in Juazeiro im Bundesstaat Bahia.

## Geschichte
Das Bistum Juazeiro wurde am 22. Juli 1962 durch Papst Johannes XXIII. mit der Apostolischen Konstitution Christi Ecclesia aus Gebietsabtretungen der Bistümer Barra und Bonfim errichtet und dem Erzbistum São Salvador da Bahia als Suffraganbistum unterstellt. Am 16. Januar 2002 wurde das Bistum Juazeiro dem Erzbistum Feira de Santana als Suffraganbistum unterstellt.

## Bischöfe von Juazeiro
- Thomas William Murphy CSsR, 1962–1973
- José Rodrigues de Souza CSsR, 1974–2003
- José Geraldo da Cruz AA, 2003–2016
- Carlos Alberto Breis Pereira OFM, 2016–2023, dann Koadjutorerzbischof von Maceió
- Valdemir Vicente Andrade Santos, seit 2024